# Extranet
Een extranet is een type computernetwerk binnen een organisatie. Het maakt onder andere gebruik van het TCP/IP-protocol. Het extranet is verwant aan het intranet. In wezen is het extranet een gedeelte van het intranet dat beschikbaar is voor anderen, buiten de organisatie.
Het doel van een extranet is het beveiligd beschikbaar stellen van bedrijfsinformatie en gegevens aan klanten, partners en leveranciers buiten de organisatie. Hierbij is het mogelijk, naast het raadplegen van gegevens, deze tevens te muteren. Bijvoorbeeld: een bedrijf staat klanten toe, via het extranet, rechtstreeks op het bedrijfsnetwerk bestellingen te plaatsen.

## Eisen aan een extranet
Een extranet vereist beveiliging en privacy. Hieronder wordt verstaan:
- het gebruik van een firewall-server;
- het uitgeven van digitale certificaten of andere methoden van gebruikers authenticatie;
- encryptie van het verkeer;
- het gebruik van VPN (Virtual Private Networks) welke via tunneling over het publieke netwerk Internet communiceren.

## Gebruiksmogelijkheden
Organisaties kunnen een extranet gebruiken voor:
- het uitwisselen van grote hoeveelheden data via EDI (electronic data interchange);
- het exclusief delen van productcatalogi met groothandels of anderen in de branche;
- het delen van patiënteninfo;
- het gezamenlijk ontwikkelen en gebruiken van trainingsprogramma's met andere organisaties;
- het toegang verschaffen tot diensten aan een groep andere organisaties of klanten. Bijvoorbeeld: een organisatie die het elektronisch bankieren beheert voor een aantal aangesloten banken;
- het exclusief delen van nieuws en informatie met partners en klanten.